# Paroster eurypleuron
Paroster eurypleuron är en skalbaggsart som först beskrevs av Watts och William F. Humphreys 2004. Paroster eurypleuron ingår i släktet Paroster och familjen dykare. Inga underarter finns listade i Catalogue of Life.